# Krunata patka
Krunata patka (lat. Aythya fuligula) je patka srednje veličine iz potporodice ronilica s populacijom blizu milijun jedinki. 

## Opis
Odrasli mužjak je poptuno crn, osim bijelih bokova i plavo-sivog kljuna. Ističe se očiglednom krunom, po kojoj je vrsta dobila naziv. Odrasla ženka je smeđe boje, bokovi su joj svjetliji od ostatka tijela. Lako se poistovjećuje sa ženkama drugih vrsta pataka. 

## Stanište
Prirodna staništa za gniježdenje su joj močvare i jezera bogata vegetacijom. Često se može naći i u obalnim lagunama, obalama i zaklonjenim ribnjacima.

## Ishrana
Hranu nalazi ronjenjem. Hrani se mekušcima, vodenim kukcima i nekim vodenim biljkama. Nekad hranu traži noću.

## Vanjske poveznice
|  | Zajednički poslužitelj ima stranicu o temi Aythya fuligula    |
|  | Zajednički poslužitelj ima još gradiva o temi Aythya fuligula |
|  | Wikivrste imaju podatke o taksonu Aythya fuligula             |